# Jesús Fernández Santos
Pour les articles homonymes, voir Rojas.
Jesús Fernández Santos, né le 9 novembre 1926 à Madrid et mort le 2 juin 1988  à Cerulleda (es) dans la Province de León, est un écrivain espagnol.

## Biographie
Il obtient le prix Nadal en 1970 pour Libro de las memorias de las cosas et le prix Planeta en 1982 pour Jaque a la Dama.

## Œuvres traduites en français
- Les Fiers [« Los bravos »], trad. de René L. F. Durand, Paris, Éditions Gallimard, coll. « Du monde entier », 1958, 309 p. (BNF 32100760)
- Tête rase [« Cabeza rapada »], trad. de, Lagrasse, France, Éditions Verdier, coll. « Otra memoria », 1990, 208 p.  (ISBN 2-86432-112-2)